# شركة الصين النووية الدولية لليورانيوم
شركة الصين النووية الدولية لليورانيوم باللغة الصينية (ab 国 核 海外 铀 资源 开发 公司) وتختصر باسم (SinoU) تم إنشاءها عام 2006 وهي شركة مملوكة للحكومة الصينية ومهمتها التنقيب والتعدين واستخراج اليورانيوم ومعالجته.

## التشغيل
كان أول عقد رئيسي لها هو بناء محطة آجيليك للأعمال المتعلقة بالألغام والمناجم التي تتخذ من تيغيدا مقراً لها.
في يونيو 2007 تم اختطاف أحد مسؤولي الشركة من قبل المتمردين المعارضين لبناء المناجم ولكن تم إطلاق سراحه بعد فترة وجيزة. مع ظهور ثورة الطوارق الثانية تم إيقاف العمل في موقع توغيدا في أغسطس 2007.